# Orlandina Basket
El Orlandina Basket, conocido también por motivos de patrocinio como Benfapp Capo d'Orlando, es un equipo de baloncesto italiano con sede en la ciudad de Capo d'Orlando, Sicilia, que compite en la Serie A2 Oeste , la segunda división del baloncesto en Italia. Disputa sus partidos en el PalaFantozzi, con capacidad para 3.613 espectadores.

## Nombres
- Upea Capo D'Orlando (hasta 2007)
- Pierrel Capo d'Orlando (2007-2008)
- Upea Capo d'Orlando (2008-2011)
- Orlandina Basket (2011-2012)
- Upea Capo d'Orlando (2012-2015)
- Betaland Capo d'Orlando (2015-2018)
- Benfapp Capo d'Orlando (2018- )

## Posiciones en Liga
| Temporada | Nivel | Liga     | Pos.           | Copa de Italia   | Competiciones europeas | Competiciones europeas |
| --------- | ----- | -------- | -------------- | ---------------- | ---------------------- | ---------------------- |
| 2013–14   | 2     | Serie A2 | 2º             |                  |                        |                        |
| 2014–15   | 1     | Serie A  | 14º            |                  |                        |                        |
| 2015–16   | 1     | Serie A  | 13º            |                  |                        |                        |
| 2016–17   | 1     | Serie A  | 8º             | Cuartos de final |                        |                        |
| 2017–18   | 1     | Serie A  | 16º            |                  | 3 Champions League     | Fase regular           |
| 2018–19   | 2     | Serie A2 | Play off final |                  |                        |                        |

## Palmarés
- Campeón Copa de Italia de Legadue (2005)
- Campeón Legadue (2005)
- Subcampeón LNP Gold (2014)

## Jugadores destacados
| - Otis George - Samuel Haanpää - Mike Bernard - David Arigbabu - Gianluca Basile - Vincenzo Esposito - Alessandro Fantozzi - Andrea Pecile - Gianmarco Pozzecco - Matteo Soragna - Kristaps Janicenoks - Simas Jasaitis - Martynas Mažeika - Virginijus Praškevičius - Soumaila Samake - Adam Wójcik - Mats Levin - Dominique Archie - Talor Battle - Bradford Burgess - Folarin Campbell - Keith Carter - Drake Diener - Tyus Edney - Jonny Flynn | - Reggie Fox - Austin Freeman - Otis Hill - Rolando Howell - Dario Hunt - Anthony Mason - Keddric Mays - Terrell McIntyre - Marque Perry - James Robinson - Karim Shabazz - Tamar Slay - Jayson Wells - Derek Wright - Alex Young - Alvin Young - - Juan Manuel Fabi - - Yegor Mescheriakov - - Emir Sulejmanović - - Vasil Evtimov - - Michael Mokongo - - Nik Cochran - - Hervé Touré - - Sandro Nicević - - Richard Petruška | - - Oluoma Nnamaka - - Vlado Ilievski - - Dušan Jelić - - Nik Caner-Medley - - Ryan Hoover - - CJ Wallace - - Shawn Huff - - Reggie Freeman - - Anthony Binetti - - Brian Oliver - - Brad Traina - - Torin Francis - - Romel Beck - - Sammy Mejía - - Greg Brunner - - Henry Turner |